# Stephan Michael Tauschitz
Stephan Michael Tauschitz (* 2. Juni 1978) ist ein österreichischer Beamter und ehemaliger Politiker (ÖVP). Tauschitz war ab 1. Februar 2022 Leiter des Landesamts für Verfassungsschutz und Terrorismusbekämpfung in Kärnten. Nach der medialen Kritik an seiner Teilnahme an den rechtsextremen
Ulrichsberg-Treffen ist er seit dem 11. Februar 2022 „bis auf Weiteres“ von seiner Funktion entbunden.
Von 2004 bis 2013 war er Abgeordneter zum Kärntner Landtag und dabei von 2007 bis 2012 Klubobmann der ÖVP-Landtagsfraktion.

## Ausbildung und Beruf
Tauschitz besuchte nach der Volks- und Hauptschule die Landwirtschaftliche Fachschule Goldbrunnhof in Völkermarkt und wechselte danach an die Höhere Bundeslehranstalt für alpenländische Landwirtschaft in Raumberg, wo er die Matura ablegte. Er begann danach ein Studium an der Wirtschaftsuniversität Wien und schloss ein Betriebswirtschaftsstudium im Studienzweig Wirtschaft und Recht an der Alpen-Adria-Universität Klagenfurt ab. In der polizeilichen Fortbildung absolvierte Tauschitz das Masterstudium Strategisches Sicherheitsmanagement an der Fachhochschule Wiener Neustadt.
Nach seinem Rückzug aus der Politik war Tauschitz zunächst im Finanzministerium und ab 2015 für das Bundesamt für Verfassungsschutz und Terrorismusbekämpfung (BVT) in Wien tätig. Im Jahr 2017 kehrte er nach Kärnten zurück, um als Referatsleiter für Analyse, Auswertung und Prävention beim Landesamt für Verfassungsschutz und Terrorismusbekämpfung (LVT) der Landespolizeidirektion Kärnten in Klagenfurt zu arbeiten. Am 1. Februar 2022 wurde er zum Leiter des LVT Kärnten bestellt. 2023 wechselte er ins Bundesministerium für Inneres.

## Studentenverbindungen
Tauschitz wurde 1998 Mitglied der Trautenfels Irding (MKV) und 2000 der Carinthia Klagenfurt (ÖCV). Am 2. Oktober 1999 wurde ihm das Band der Babenberg Klagenfurt (MKV) verliehen.

## Politik
Tauschitz war bereits in der Schule politisch aktiv und 1994/95 Schulsprecher in Goldbrunnhof sowie 1997/1998 Schulsprecher in Raumberg. Im Schuljahr 1998/1999 stieg er zum Bundesobmannstellvertreter der österreichischen Schülerunion auf. Tauschitz war später auch in der Studentenvertretung aktiv und 2000/2001 Landesobmann der AktionsGemeinschaft Kärntner Studenten. Im Februar 2003 wurde er zum Landesobmann der Jungen ÖVP Kärnten gewählt und am 31. März 2004 als Abgeordneter zum Kärntner Landtag angelobt. Tauschitz ist seit dem 23. Oktober 2007 Klubobmann des ÖVP-Landtagsklubs. Der Wahl zum Klubobmann hatte sich auch Robert Lutschounig (Bauernbund) gestellt, unterlag jedoch Tauschitz, der von der Landespartei unterstützt worden war. Nach der Wahl Tauschitz’ herrschte zunächst Rätseln über den Abstimmungsmodus und das Abstimmungsergebnis, bestätigt wurde lediglich, dass nicht per Stimmzettel und damit nicht geheim gewählt worden war. Über den Wahlvorgang selbst schwiegen sich die Wahlberechtigten aus. Die Tagespresse berichtete daraufhin, dass Tauschitz nur mit Stimmen der Landespartei gewählt worden sei.
Am 2. August 2012 wurde bekannt gegeben, dass Tauschitz als Klubobmann zurücktreten werde, da der neue geschäftsführende Parteiobmann Gabriel Obernosterer ein neues Team zusammenstellen wolle.

## Kritik
Kurz nach seiner Bestellung zum Leiter des 
Landesamts für Verfassungsschutz und Terrorismusbekämpfung Kärnten im Februar 2022, in dem er auch für das Monitoring von Rechtsextremismus zuständig ist, wurde thematisiert, dass Tauschitz 2008 und 2010 Grußworte bei den als rechtsextrem geltenden Ulrichsbergtreffen gehalten hatte. Die Bundesgrünen bezeichneten ihn daraufhin als untragbar und forderten eine Neuausschreibung des Leitungspostens. Oskar Deutsch, der Präsident der Israelitischen Kultusgemeinde, kritisierte die Bestellung von Tauschitz: „Wer am Ulrichsbergtreffen teilnimmt, sollte vom Verfassungsschutz beobachtet werden und kann diesen nicht leiten. Der Waffen-SS zu huldigen, einen Naziaufmarsch durch Teilnahme zu legitimieren ist kein Kavaliersdelikt. Es besteht dringender Handlungsbedarf!“ Tauschitz erklärte, dass er aus heutiger Sicht nicht mehr an dem Treffen teilnehmen würde.

## Privates
Tauschitz ist verheiratet, hat zwei Töchter und lebt in Grafenstein.